# Trigoniulus tamaicus
Trigoniulus tamaicus är en mångfotingart som beskrevs av Carl Graf Attems 1914. Trigoniulus tamaicus ingår i släktet Trigoniulus och familjen Trigoniulidae. Inga underarter finns listade i Catalogue of Life.